# Hoyo de Manzanares
Hoyo de Manzanares là một đô thị trong Cộng đồng Madrid, Tây Ban Nha. Đô thị này có diện tích 45,18 km², dân số theo điều tra năm 2010 của Viện thống kê quốc gia Tây Ban Nha là 7600 người. Đô thị này nằm ở khu vực có độ cao 1001 mét trên mực nước biển. Đô thị này cách Madrid 38 km.